# Шпинель Большой императорской короны
Шпинель Большой императорской короны или рубин Меншикова — исторический драгоценный камень, красная благородная шпинель, которая с XVIII века и по настоящее время венчает Большую императорскую корону. Самый большой из семи исторических драгоценных камней Алмазного фонда Российской Федерации.
Камень не огранён, но отполирован, в его нижней части просверлено сквозное отверстие, которое закрывает вставленный в него небольшой штифт, заглушённый с обеих сторон маленькими бриллиантами. По описи 1898 года вес самоцвета составляет 389 старых каратов; в 1922 году камень был взвешен вместе со штифтом и бриллиантами, закрывающими отверстие, вес составил 414,3 метрического карата. Академик Александр Евгеньевич Ферсман при составлении каталога Алмазного фонда в 1924 году оценил чистый вес шпинели без учёта штифта, как приблизительно равный 402 метрическим каратам, более поздние источники называют также цифру 398,72 метрического карата.

## История камня

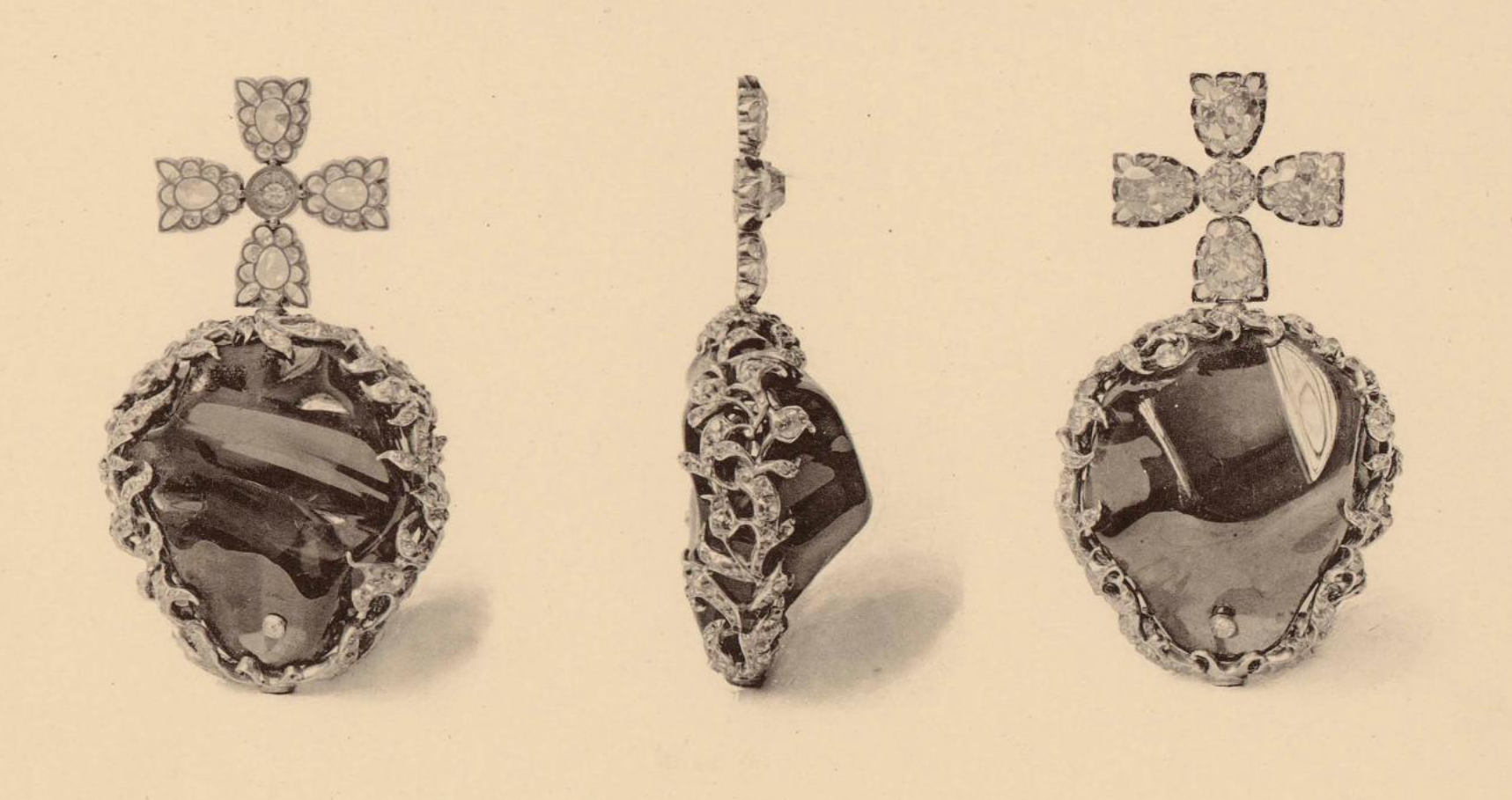
Изображение шпинели Большой императорской короны из каталога Ферсмана

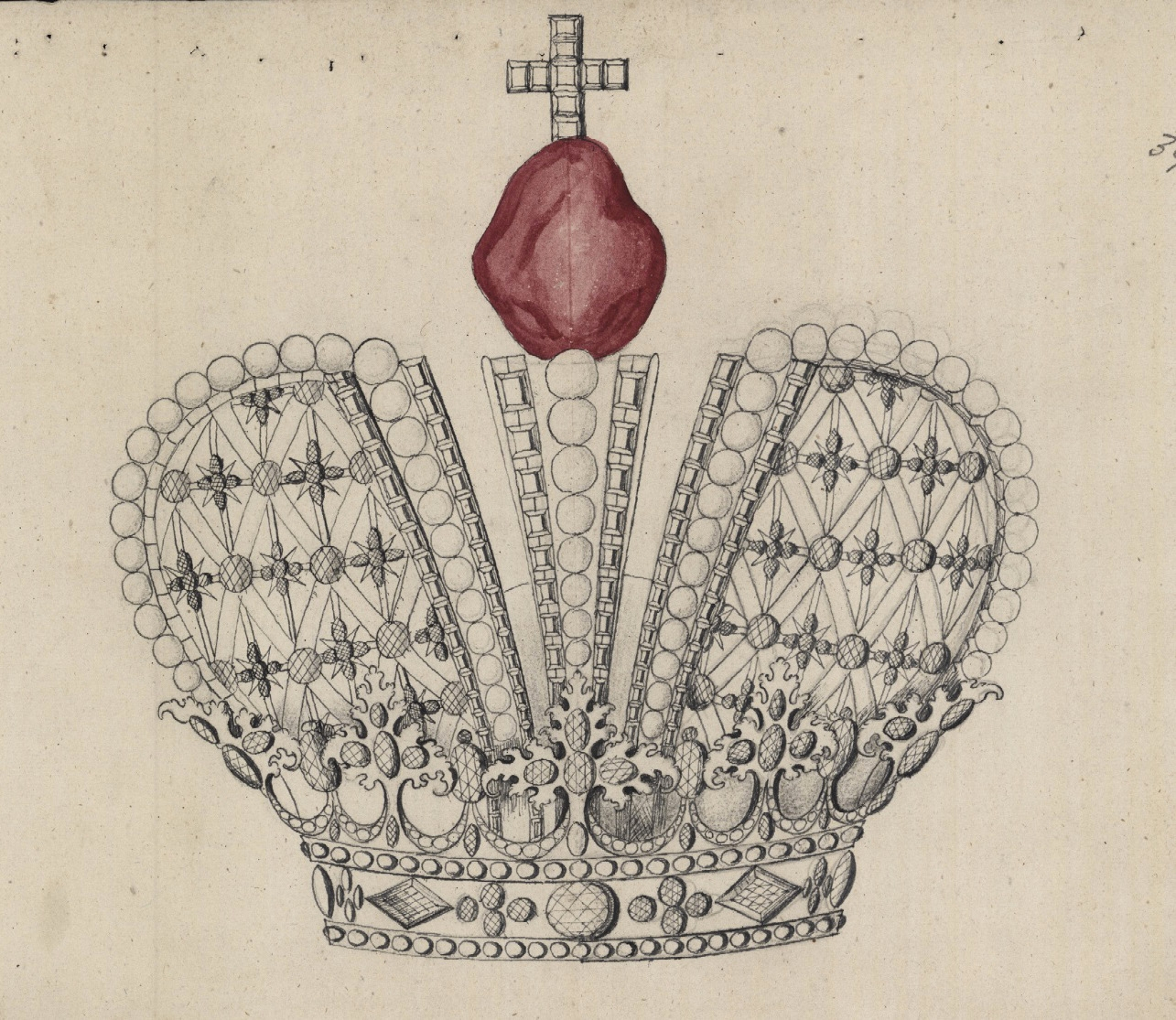
Рисунок короны из дела о подготовке коронации императора Петра II

Большой красный драгоценный камень украшал несколько больших императорских корон российских императоров и императриц, созданных в XVIII веке. Предполагается, что это был один и тот же камень, который использовали для украшения следующей короны после того, как разбирали предыдущую. Первые сведения о нём относятся к 1702 году, когда отставной нерчинский пятидесятник Ян Истопников, будучи предводителем казённого китайского каравана, выменял в Китае «камень лал красной, весом 19 золотников с ползолотником» за 8000 лян. Князь Александр Меншиков в своём письме от 12 мая 1705 года из Киева дал указание выкупить камень у Истопникова, компенсировав ему истраченные деньги и дав 1000 рублей наддачи. 5 октября 1705 года Истопников отдал камень в Сибирский приказ и получил 9000 рублей из денег Сибирского приказа и Ингерманландской канцелярии, но камня в приходных книгах за 1705 и 1706 годы «в записке не явилось».
Уже находясь под следствием за «лихоимство», Матвей Гагарин свидетельствовал, что в 1705 году Ян Истопников «явил камень-лал» главе Сибирского приказа князю Фёдору Ромодановскому. Ромодановский отослал камень с Гагариным к Петру I, и князь показывал его царю в Польше, в Гродне. Пётр I «тот камень изволил принять у меня сам». В 1721 году камень находился уже у князя Александра Меншикова. Почему об этом нет записей в приходных книгах, Гагарин не знал, так как главой Сибирского приказа в 1705 году был князь Фёдор Ромодановский.
В 1724 году состоялась коронация Екатерины I. После того, как изготовленную для коронации корону привезли в Москву, изначальное навершие в виде золотого яблока, усыпанного бриллиантами, заменили на большой красный камень. Фридрих Вильгельм Берхгольц в своём дневнике писал, что 30 марта 1724 года ему и ещё нескольким людям демонстрировал императорский венец кабинет-секретарь Алексей Макаров, и в навершии на тот момент уже был «очень дорогой и невероятной величины рубин длиною почти в палец». Камень этот был взят у князя Меншикова; в 1727 году Меншиков свидетельствовал по делу о своих злоупотреблениях, что за это Пётр I устным указом позволил ему не возвращать 10 тысяч рублей, взятых из Военной коллегии. 7 мая состоялась церемония коронации императрицы. В «Описании коронации Ея величества императрицы Екатерины Алексеевны» камень описан следующим образом:
У всей оной короны виден был только один цветной камень, сиречь прямой ориентальной рубин или яхонт весьма чистой, величиною больше голубиного яйца, и потому знатно наидрагоценнейший из рубинов, о которых доныне известно.
Уже к 9 июня корону разобрали, и её каркас был передан в Мастерскую и Оружейную палату. В архиве древних актов (РГАДА) сохранилось несколько рисунков, которые по мнению большинства специалистов изображают корону Екатерины I, несмотря на то, что находятся среди документов о коронации Петра II, поскольку по текстовым описаниям корона Петра II выглядела иначе.
Красный камень с навершия короны вернулся к князю Меншикову. Борис Куракин писал про Меншикова впоследствии: «А особливо знатную вещь имел — яхонт червщатой, великой цены по своей великости и тяжелине, и цвету которой считался токмо един в Европе». После того, как 8 сентября 1727 года по результатам работы следственной комиссии Верховного тайного совета Меншикова арестовали, драгоценный камень был конфискован. 11 сентября Пётр Мошков объявил «камень лаловый красный большой» на собрании Верховного тайного совета и передал вице-канцлеру барону Андрею Ивановичу Остерману «для отдания Его Императорскому Величеству». Так камень попал в государственную казну.
С приходом в мае 1727 года к власти Петра II возникла необходимость в создании новой регалии для церемонии коронации. Поскольку корона Екатерины I к этому времени была уже давно разобрана, на заседании Верховного тайного совета 2 октября 1727 года было принято решение «корону сделать вновь». Создание этой короны, как и предыдущей, было поручено группе придворных ювелиров во главе с мастером Самсоном Ларионовым. Венчал её крест из девяти алмазов «четвероугольных» греческой огранки, закрепленный на огромном лале (так называли тогда красные и розовые шпинели и турмалины) стоимостью 60 тысяч рублей — скорее всего, том же самом, что венчал корону Екатерины I. С февраля 1728 года по конец декабря 1729 года корона Петра II хранилась в Мастерской палате. Последнее упоминание короны датируется 31 декабря 1729 г., когда она была выдана из палаты гоф-интенданту Петру Мошкову для подготовки к свадьбе императора. В начале января 1730 года поступил указ Остермана «зделать к браку Его императорского величества корону из алмазных вещей которые сняты с большой и малой корон». Однако свадьба не состоялась из-за смерти императора 19 января 1730 года.
Для короны Анны Иоанновны, которую делали в большой спешке, мастерам выдали три крупных лала, в том числе и тот, что находился в короне Петра II, и пока что не удалось установить, какой из этих трёх камней в итоге был использован. В январе 1742 года, когда корону перевозили из Москвы в Санкт-Петербург, было составлено её подробное описание, и на тот момент под крестом находился крупный, но относительно дешёвый камень, оценённый лишь в тысячу рублей — он служит навершием короны Анны Иоанновны до сих пор и, как установила современная экспертиза, является красным турмалином. Возможно, этот камень заменил первоначальное навершие уже после коронации, но это предположение пока что не подтверждено и не опровергнуто документально. Лал стоимостью в 60 тысяч рублей снова появляется в Большой короне Елизаветы Петровны, изготовленной для её коронации в Петербурге в 1742 году. Эту корону делала команда мастеров во главе с Иоганном Генрихом Цартом. В основном это были иностранные ювелиры, но в их число входила и группа «штатных» русских мастеров, возглавляемая Самсоном Ларионовым. После коронации регалии были выставлены на всеобщее обозрение. Очевидец этого Яков Маркевич писал о короне в своём дневнике, что в ней «набольший алмаз внизу в 25 тыс. рублей, а под крестом лал красный в 60 тыс. рублей». Вскоре после коронации её, судя по всему, разобрали — достоверно известно, что так поступили с державой.
Для церемонии коронации Екатерины II в 1762 году необходимо было вновь сделать Большую императорскую корону и державу (скипетр традиционно взяли из Мастерской и Оружейной палаты). В создании короны принимали участие золотых дел мастер Георг Фридрих Экарт и «брильянщик» Жереми Позье. Последнему поручили обрамлять корону камнями. Сохранилось «Описание бриллиантам, болшему лалу и жемчугу, которые находятца в короне числом весом и ценою со всеми росходами» от 22 сентября 1762 г. В короне было 58 «самых больших бриллиантов», 4878 бриллиантов «разной величины», 75 штук «большого жемчуга» и 1 «большой лал» весом 389½ карата — по всей видимости, вновь тот камень, что уже венчал короны Екатерины I, Петра II и Елизаветы Петровны. Император Павел I не стал заказывать к своей коронации новый венец, воспользовавшись материнским, и с тех пор Большая императорская корона Екатерины II стала наследственной регалией Романовых. В 1838 году в описи коронных вещей камень под крестом был назван «большим рубином», а в описи 1865 года значился уже как «рубин спинель неправильной формы, ценой в 100.000 рублей». С 1967 года корона, а вместе с ней и историческая шпинель, является экспонатом Алмазного фонда.

## Версии происхождения
Распространено ошибочное мнение, что шпинель Большой императорской короны — это тот камень, который Николай Спафарий купил в Пекине во время своего посольства в Цинскую империю. Первоначально оно относилось к тому камню, что венчает корону Анны Иоанновны. Ещё в 1807 году Алексей Малиновский, который ошибочно считал, что эта корона изготовлена для коронации Екатерины I и впоследствии использовалась при коронациях Петра II и Анны Иоанновны, писал о ней:
По выходным книгам Палатской Архивы значится, что в короне императрицы Екатерины I был знатнейшей величины и превосходной доброты лал, который по велению императрицы Анны Иоанновны взят в кабинет. Лал сей есть тот самый, который в 1676 году за весьма знатную по тогдашнему времени сумму куплен был, по указу царя Алексея Михайловича, в Пекине бывшим у китайского Богдыхана Кан-Хи российским посланником Николаем Спафарием.
Различные публикации дореволюционной России отнесли это высказывание к тому камню, что находится под крестом короны Анны Иоанновны с 1732 года; эта версия была общепринятой. В XX веке советский исследователь Александр Ферсман высказал сомнение в том, что возможно установить, какое из двух сохранившихся драгоценных наверший российских императорских корон является камнем Спафария, а какое — камнем Меншикова, однако с середины XX века лал Спафария стал отождествляться со шпинелью Большой императорской короны. На самом деле оба камня, и с короны Анны Иоанновны, и с Большой императорской короны, слишком велики для того, чтобы быть лалом Спафария — он весил одиннадцать с небольшим золотников, т.е. лишь чуть более 47 граммов или 240 карат. Лал Спафария мог некогда венчать корону Анны Иоанновны, но в этом случае он был снят с короны в 1732 году и «взят в кабинет», как и указывал первоначально Алексей Малиновский. 
Существует также версия, что камень был приобретён по поручению Меншикова в Нидерландах.

## Минералогическая природа
Источники времён Российской империи расходятся в идентификации камня, венчавшего Большие императорские короны российских императоров и императриц: часть из них определяет его как настоящий рубин, драгоценный красный корунд («ориентальной рубин», «яхонт», «яхонт червщатой»), а часть — как «лал», то есть шпинель или турмалин (розовые и красные шпинели и турмалины тогда ещё не отличали друг от друга). Уже в XIX веке в описях встречается и определение «рубин спинель», но лишь экспертиза академика А. Е. Ферсмана достоверно установила, что самый большой из семи исторических камней Алмазного фонда является именно шпинелью.

## В культуре
В литературе
Рубин Меншикова упоминается в исторических романах «Охота Петра II» Юрия Вигоря и «Порушенная невеста» Маргариты Анисимковой, а также в повести «Страсти по Меншикову» Михаила Хейфеца, и играет важную для сюжета роль в романе «Четвёртый рубин» из серии детского фэнтези «Правило 13» американского писателя Дж. Р. Ганнибала.